# Liste der Biografien/Mast
Liste der Biografien |
Portal Biografien |
Personensuche
# |
A |
B |
C |
D |
E |
F |
G |
H |
I |
J |
K |
L |
M |
N |
O |
P |
Q |
R |
S |
T |
U |
V |
W |
X |
Y |
Z |
?
 
Ma |
Mb |
Mc |
Md |
Me |
Mf |
Mg |
Mh |
Mi |
Mj |
Mk |
Ml |
Mm |
Mn |
Mo |
Mp |
Mq |
Mr |
Ms |
Mt |
Mu |
Mv |
Mw |
Mx |
My |
Mz
 
Maa |
Mab |
Mac |
Mad |
Mae |
Maf |
Mag |
Mah |
Mai |
Maj |
Mak |
Mal |
Mam |
Man |
Mao |
Map |
Maq |
Mar |
Mas |
Mat |
Mau |
Mav |
Maw |
Max |
May |
Maz
 
Masa |
Masb |
Masc |
Masd |
Mase |
Masg |
Mash |
Masi |
Masj |
Mask |
Masl |
Masm |
Masn |
Maso |
Masp |
Masq |
Masr |
Mass |
Mast |
Masu |
Masv |
Masw |
Masy |
Masz
Die Liste der Biografien führt alle Personen auf, die in der deutschsprachigen Wikipedia einen Artikel haben. Dieses ist eine Teilliste mit 167 Einträgen von Personen, deren Namen mit den Buchstaben „Mast“ beginnt.

## Mast
- Mast, Andrew (* 1967), US-amerikanischer Musikpädagoge und Dirigent
- Mast, Brian (* 1980), US-amerikanischer Politiker der Republikanischen Partei
- Mast, Claudia (* 1952), deutsche Kommunikationswissenschaftlerin und Hochschullehrerin
- Mast, Curt (1897–1970), deutscher Unternehmer
- Mast, Denis (* 1941), Schweizer Skilangläufer
- Mast, Dennis (* 1992), deutscher Fußballspieler
- Mast, Günter (1926–2011), deutscher Manager
- Mast, Jakob (1904–1994), deutscher Landwirt und Politiker (CDU), MdL
- Mast, Katja (* 1971), deutsche Politikerin (SPD), MdBKatja Mast (* 1971)

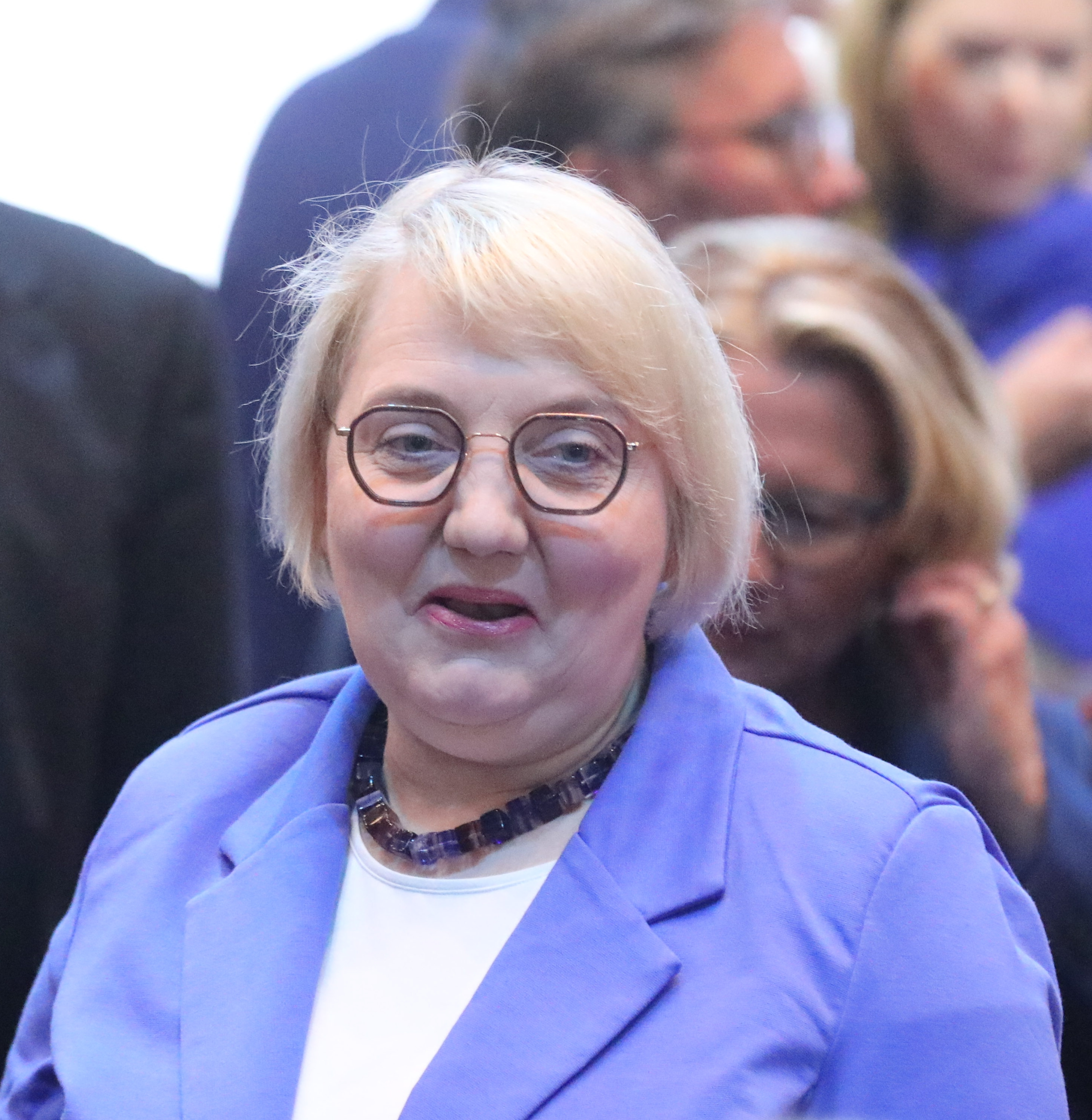
Katja Mast (* 1971)

- Mast, Mark (* 1963), deutscher Dirigent
- Mast, Olaf (* 1968), deutscher Handballspieler und -trainer
- Mast-Weisz, Burkhard (* 1956), deutscher Politiker (SPD)

### Masta
- Masta Ace (* 1966), afro-amerikanischer Rapper
- Masta Killa (* 1969), US-amerikanischer Rapper und Mitglied des Wu-Tang Clans
- Măstăcan, Daniel (* 1980), rumänischer Ruderer
- Măstăcan, Vasile (* 1968), rumänischer Ruderer
- Mastaglio-Behrendt, Irmgard (1905–1990), deutsche Malerin
- Mastaleriu, Zsolt (* 1989), rumänischer Eishockeyspieler
- Mastalier, Heinrich (* 1908), sudetendeutscher Jurist und Landrat
- Mastalier, Karl (1731–1795), österreichischer Dichter und Geistlicher
- Maštálka, Jiří (* 1956), tschechischer Politiker, MdEP
- Mastaller, Sepp (1915–2004), deutscher Bildhauer
- Mastaller, Stefan (* 1995), österreichischer Radsportler
- Mastalli, Chiara (* 1984), italienische Schauspielerin
- Mastalski, Janusz (* 1964), polnischer Geistlicher und römisch-katholischer Weihbischof in Krakau
- Mastanabal, numidischer König
- Mastanamma (1911–2018), indische Youtuberin
- Mastandrea, Katlin (* 1995), US-amerikanische Schauspielerin und Regisseurin
- Mastanesosus, Berber-König von Mauretanien
- Mastantuono, Franco (* 2007), argentinischer FußballspielerFranco Mastantuono (* 2007)

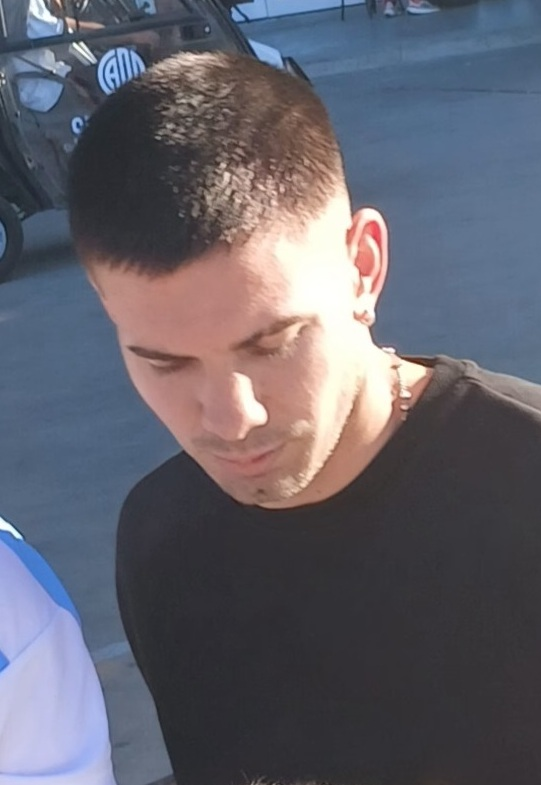
Franco Mastantuono (* 2007)

### Maste
- Masteit, Dietrich (1923–2020), deutscher Politiker (SPD), MdA
- Mastel, Giovanni (1943–2021), italienischer Eishockeyspieler
- Mastella, Clemente (* 1947), italienischer Politiker, Mitglied der Camera dei deputati, MdEP
- Mastelotto, Pat (* 1955), US-amerikanischer Rock-Schlagzeuger
- Masten, Werner (1950–2023), italienischer Regisseur und Drehbuchautor (Südtirol)
- Mastena, Maria Pia (1881–1951), italienische Ordensschwester, Selige
- Mastenbroek, Edith (1975–2012), niederländische Politikerin (PvdA), MdEP
- Mastenbroek, Hendrika (1919–2003), niederländische Schwimmerin
- Mastenbroek, Johannes Christoffel Jan (1902–1978), niederländischer Fußballtrainer und Sportdirektor
- Master KG (* 1996), südafrikanischer Sänger, DJ und Musikproduzent
- Master P (* 1967), US-amerikanischer MusikerMaster P (* 1967)

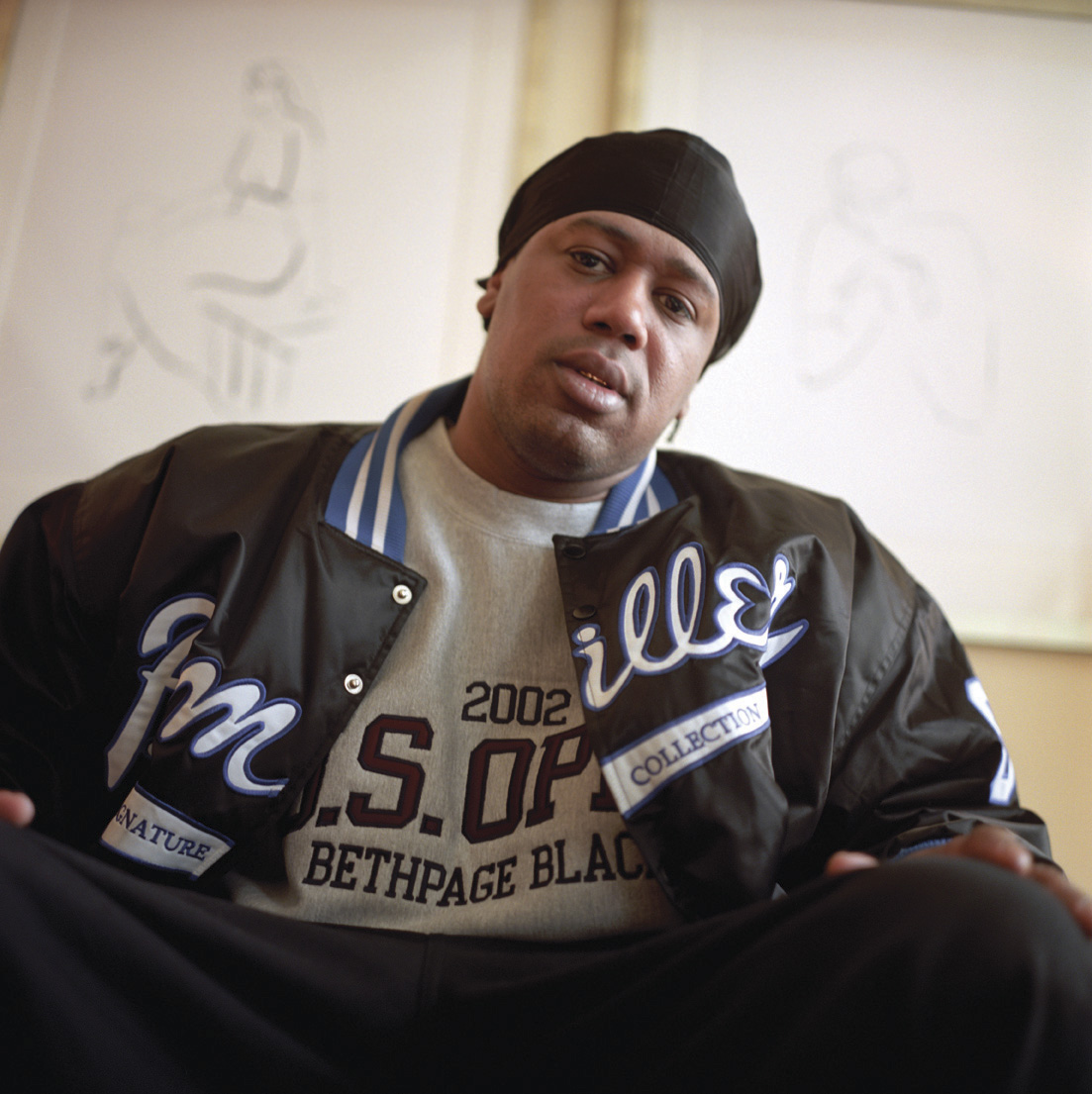
Master P (* 1967)

- Master Shortie (* 1989), englischer Rapper
- Master, Dutch (* 1978), niederländischer Oldschool- und Euphoric Hardstyle-DJ und -Produzent
- Master, Esther (1922–2022), kanadische Pianistin und Musikpädagogin
- Master, Streynsham (1640–1724), englischer Kolonialadministrator
- Masterkowa, Swetlana Alexandrowna (* 1968), russische Mittelstreckenläuferin und Olympiasiegerin
- Masterman, Charles (1873–1927), britischer Journalist, Autor und Politiker, Leiter des War Propaganda Bureau im Ersten Weltkrieg
- Masterman, Margaret (1910–1986), britische Philosophin und Linguistin
- Masternak, Mateusz (* 1987), polnischer Boxsportler
- Masternoi, Wladislaw Romanowitsch (* 1995), russischer Fußballspieler
- Masteroff, Joe (1919–2018), US-amerikanischer Dramatiker
- Masters, Ben (1947–2023), US-amerikanischer Schauspieler
- Masters, Blake (* 1986), US-amerikanischer Jurist, Unternehmer, Autor und PolitikerBlake Masters (* 1986)

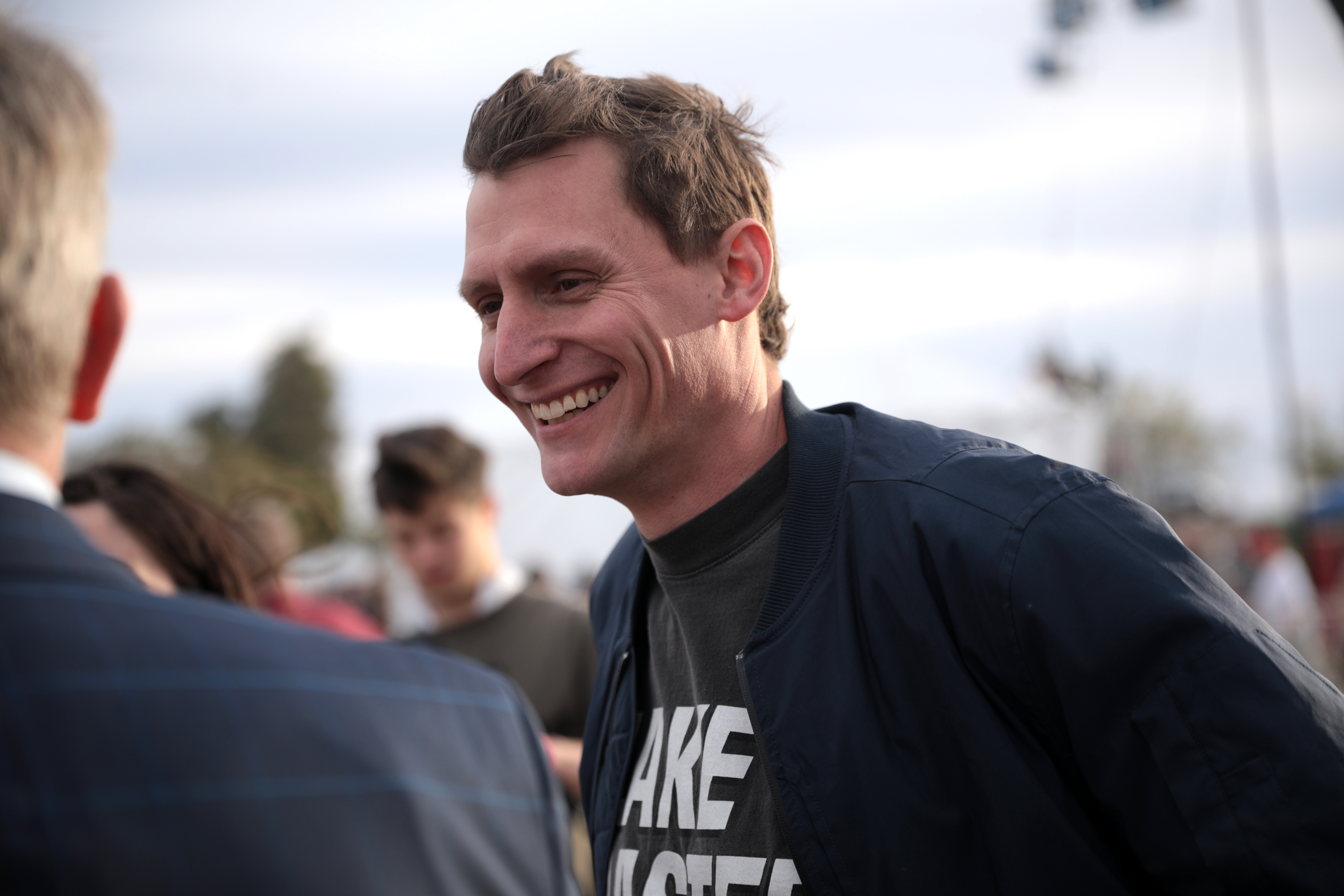
Blake Masters (* 1986)

- Masters, Blythe (* 1969), US-amerikanisch-britische Investmentbankerin
- Masters, Bree (* 1995), australische Sprinterin
- Masters, Cecil (1902–1962), britischer Autorennfahrer
- Masters, Chris (* 1983), US-amerikanischer Wrestler
- Masters, Colin L. (* 1947), australischer Mediziner (Neuropathologie)
- Masters, Dana, amerikanische Soul- und Jazzsängerin
- Masters, Edgar Lee (1868–1950), US-amerikanischer Schriftsteller
- Masters, Frank M. (1883–1974), US-amerikanischer Bauingenieur und Metallurge
- Masters, Frankie (1904–1991), US-amerikanischer Musiker (Gesang, Banjo) und Bandleader der Swingära
- Masters, Geoff (* 1950), australischer Tennisspieler
- Masters, Jamie (* 1955), kanadischer Eishockeyspieler
- Masters, John (1914–1983), britischer Autor und Offizier in der Britisch–Indischen Armee
- Masters, Joshua (* 1995), englischer Squashspieler
- Masters, Joshua J. (* 1973), US-amerikanischer Pastor, Autor und ehemaliger Schauspieler und Wrestler
- Masters, Josiah (1763–1822), US-amerikanischer Jurist und Politiker
- Masters, Judith (1955–2022), südafrikanische Primatologin
- Masters, Maxwell Tylden (1833–1907), britischer Botaniker und Arzt
- Masters, Oksana (* 1989), US-amerikanische BehindertensportlerinOksana Masters (* 1989)

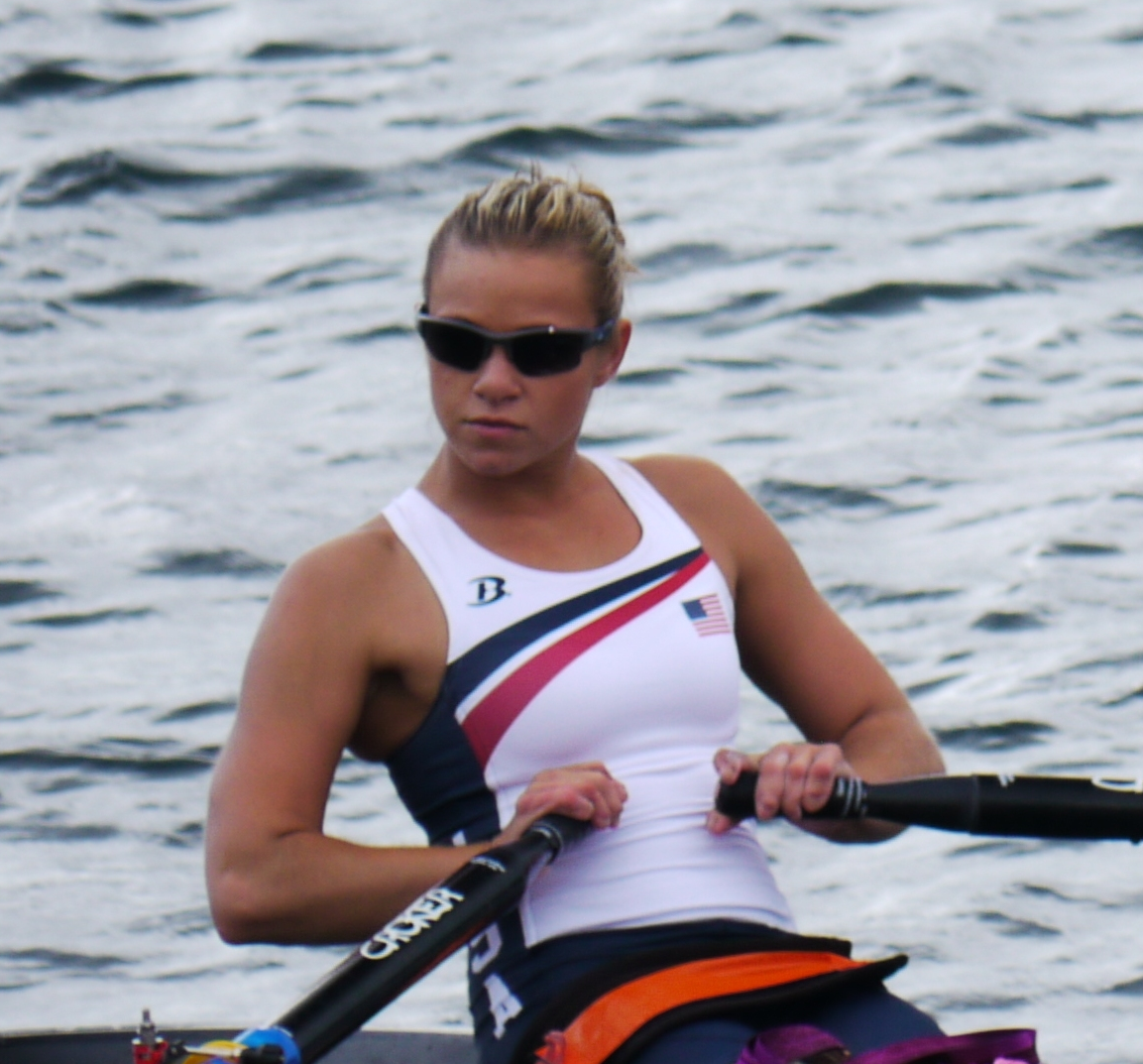
Oksana Masters (* 1989)

- Masters, Sammy (1930–2013), US-amerikanischer Country- und Rockabilly-Musiker
- Masters, Scott († 2020), US-amerikanischer Fotograf, Regisseur, Filmproduzent und Unternehmer
- Masters, Timothy (* 1992), australischer Ruderer
- Masters, Tony (1919–1990), britischer Filmarchitekt
- Masters, William A., US-amerikanischer Agrarökonom
- Masters, William Howell (1915–2001), US-amerikanischer Gynäkologe
- Masterson, Alanna (* 1988), US-amerikanische Schauspielerin
- Masterson, Alexandra (* 1963), US-amerikanische Schauspielerin
- Masterson, Bat (1853–1921), US-amerikanischer Revolverheld, Ordnungshüter und Schriftsteller
- Masterson, Chase (* 1963), US-amerikanische Schauspielerin
- Masterson, Christopher (* 1980), US-amerikanischer Filmschauspieler
- Masterson, Damien (* 1970), amerikanischer Mundharmonika-Spieler
- Masterson, Danny (* 1976), US-amerikanischer SchauspielerDanny Masterson (* 1976)

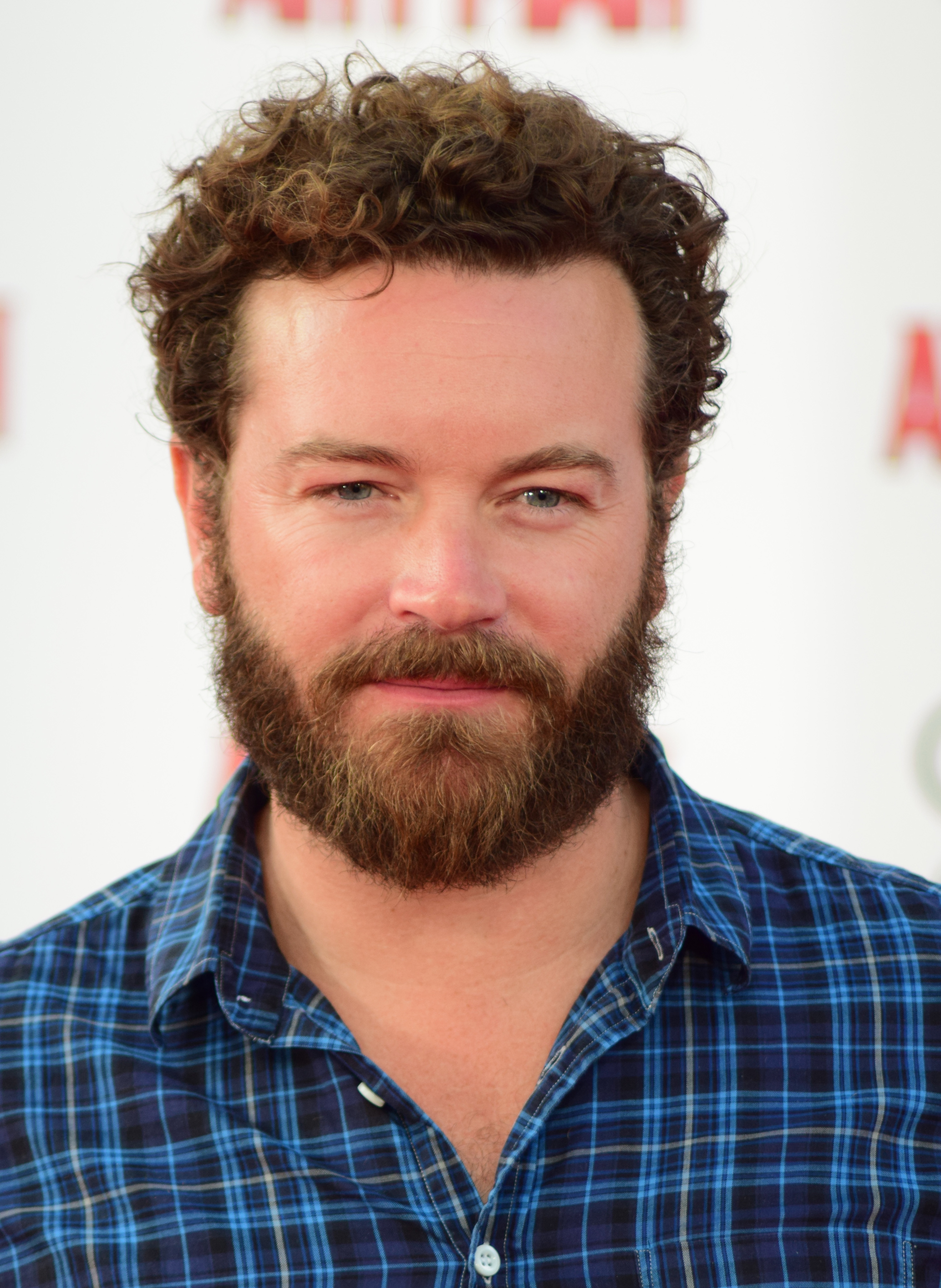
Danny Masterson (* 1976)

- Masterson, Fay (* 1974), britische Schauspielerin
- Masterson, Mary Stuart (* 1966), US-amerikanische Schauspielerin
- Masterson, Peter (1934–2018), US-amerikanischer Schauspieler, Regisseur, Drehbuchautor und Filmproduzent
- Masterton, Bill (1938–1968), kanadischer Eishockeyspieler
- Masterton, Graham (* 1946), britischer Autor von Horrorliteratur

### Masth
- Masthoff, Helga (* 1941), deutsche Tennisspielerin

### Masti
- Mastianica, Arturas (* 1992), litauischer Leichtathlet
- Mastiaux, Frank (* 1964), deutscher WirtschaftsmanagerFrank Mastiaux (* 1964)

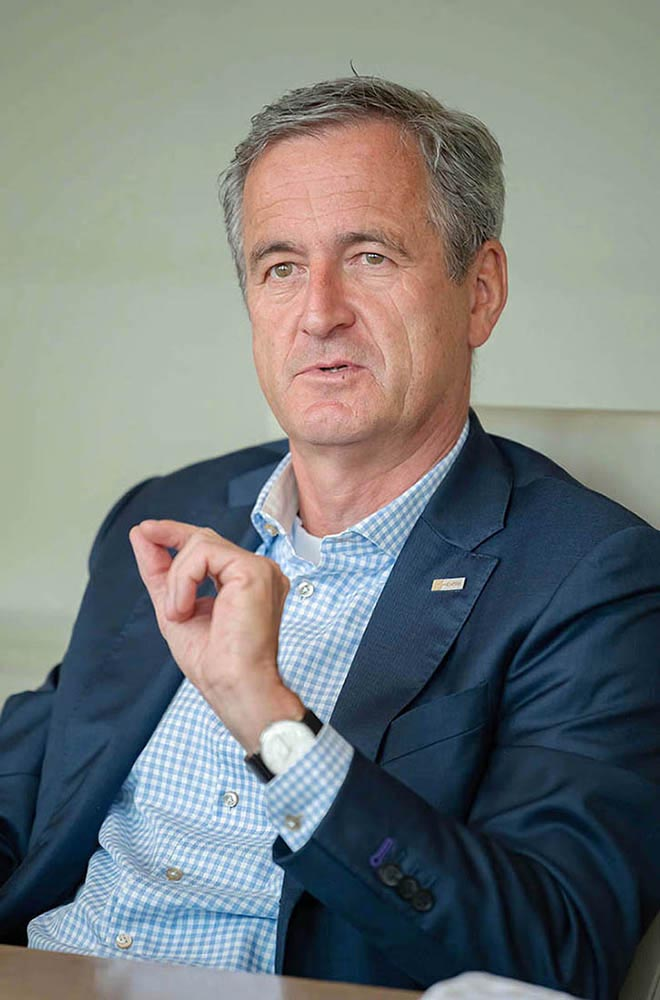
Frank Mastiaux (* 1964)

- Mastiaux, Kaspar Anton von († 1828), Domherr und königlich-bayerischer Geheimer Rat
- Mastič, Marek (* 1974), slowakisch-deutscher Eishockeytorhüter
- Masties, spätantiker Berberfürst und Usurpator
- Mastiff, Dave (* 1984), englischer Wrestler
- Maštigga, hethitische Magierin und Autorin von Ritualtexten
- Mastijew, Samir Okumali ogly (* 1993), russischer Nordischer Kombinierer
- Mastilović, Daniza (1933–2023), jugoslawische Opernsängerin der Stimmlage Sopran
- Mastin, Reece (* 1994), australischer Rocksänger

### Mastl
- Mästlin, Michael (1550–1631), deutscher Mathematiker und Astronom

### Mastm
- Mastmann, Horst (* 1927), deutscher Lehrer und Schulleiter

### Mastn
- Mastnak, Tim (* 1991), slowenischer Snowboarder
- Mastny, Friedrich (1921–1943), österreichischer Handelsangestellter und Widerstandskämpfer gegen den Nationalsozialismus
- Mastny, Vojtech (* 1936), amerikanischer Historiker

### Masto
- Mastomäki, Turkka (* 1970), finnischer Schauspieler
- Maston, June (1928–2004), australische Sprinterin
- Mastoras, Antonios (* 1991), griechischer Hochspringer
- Mastos-Maler, attischer Vasenmaler des schwarzfigurigen Stils
- Mastour, Hachim (* 1998), marokkanisch-italienischer Fußballspieler

### Mastr
- Mastra, Alberto (1909–1976), uruguayischer Gitarrist, Tangosänger und -komponist
- Mastra, I Wayan (* 1931), indonesischer Geistlicher
- Mastracchio, Richard (* 1960), US-amerikanischer Astronaut
- Mastracci, Natalie (* 1989), kanadische Ruderin
- Mastrangelo, Carlo (1938–2016), US-amerikanischer Sänger und Schlagzeuger
- Mastrangelo, Luigi (* 1975), italienischer Volleyballspieler
- Mastrángelo, Román, argentinischer Straßenradrennfahrer
- Mastrángelo, Santiago (* 1990), uruguayischer Fußballspieler
- Mastrangi, Matilde (* 1953), brasilianische Schauspielerin
- Mastrantonio, Mary Elizabeth (* 1958), US-amerikanische FilmschauspielerinMary Elizabeth Mastrantonio (* 1958)

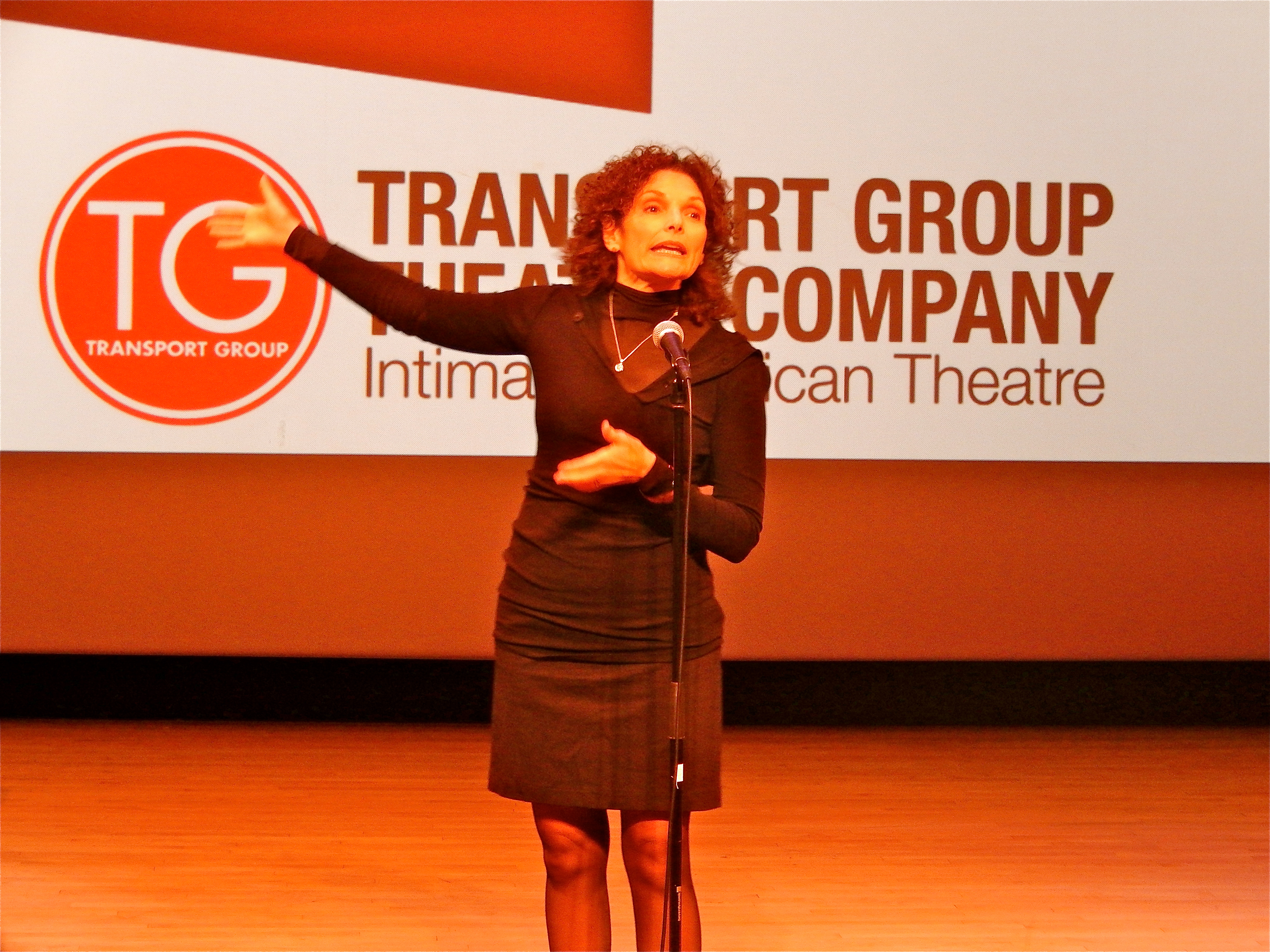
Mary Elizabeth Mastrantonio (* 1958)

- Mastrella, Flavia (* 1960), italienische Kurzfilmregisseurin und Künstlerin
- Mastrelli Anzilotti, Giulia (1927–1999), italienische Philologin und Dialektologin
- Mastren, Carmen (1913–1981), US-amerikanischer Jazzmusiker (Gitarre, auch Banjo und Violine) und Arrangeur
- Mastretta, Ángeles (* 1949), mexikanische Dichterin und Romanautorin
- Mastri, Bartolomeo (1602–1673), franziskanischer Philosoph und Theologe
- Mastriani, Gonzalo (* 1993), uruguayischer Fußballspieler
- Mastricht, Gerhard von (1639–1721), Rechtsgelehrter
- Mastricht, Petrus van (1630–1706), deutscher Philologe und reformierter Theologe
- Mastrigt, Yvonne van (* 1965), niederländische Politikerin der PvdA
- Mastro, Maddie (* 2000), US-amerikanische Snowboarderin
- Mastroberardino, Nicola (* 1978), italienisch-schweizerischer Theater- und Filmschauspieler
- Mastrocinque, Camillo (1901–1969), italienischer Filmregisseur, Drehbuchautor und Schauspieler
- Mastrocola, Roméo (1914–1984), kanadischer Geiger
- Mastrodimitris, Panagiotis D. (1934–2024), griechischer Neogräzist
- Mastrodonato, Michele (* 1965), italienischer Boxer
- Mastroeni, Pablo (* 1976), US-amerikanischer Fußballspieler und -trainer
- Mastrogiacomo, Daniele (* 1954), italienisch-schweizerischer Journalist
- Mastrogiacomo, Gina (1961–2001), US-amerikanische Schauspielerin
- Mastrogiorgio, Danny (* 1964), US-amerikanischer Film- und Theaterschauspieler
- Mastrogiovanni, Antonio (1936–2010), uruguayischer Komponist und Musikpädagoge
- Mastroianni, Armand (* 1948), US-amerikanischer Filmregisseur
- Mastroianni, Chiara (* 1972), französische Schauspielerin
- Mastroianni, Domenico (1876–1962), italienischer Bildhauer und Maler
- Mastroianni, Luigi (1925–2008), US-amerikanischer Mediziner (Gynäkologie)
- Mastroianni, Marcello (1924–1996), italienischer FilmschauspielerMarcello Mastroianni (1924–1996)

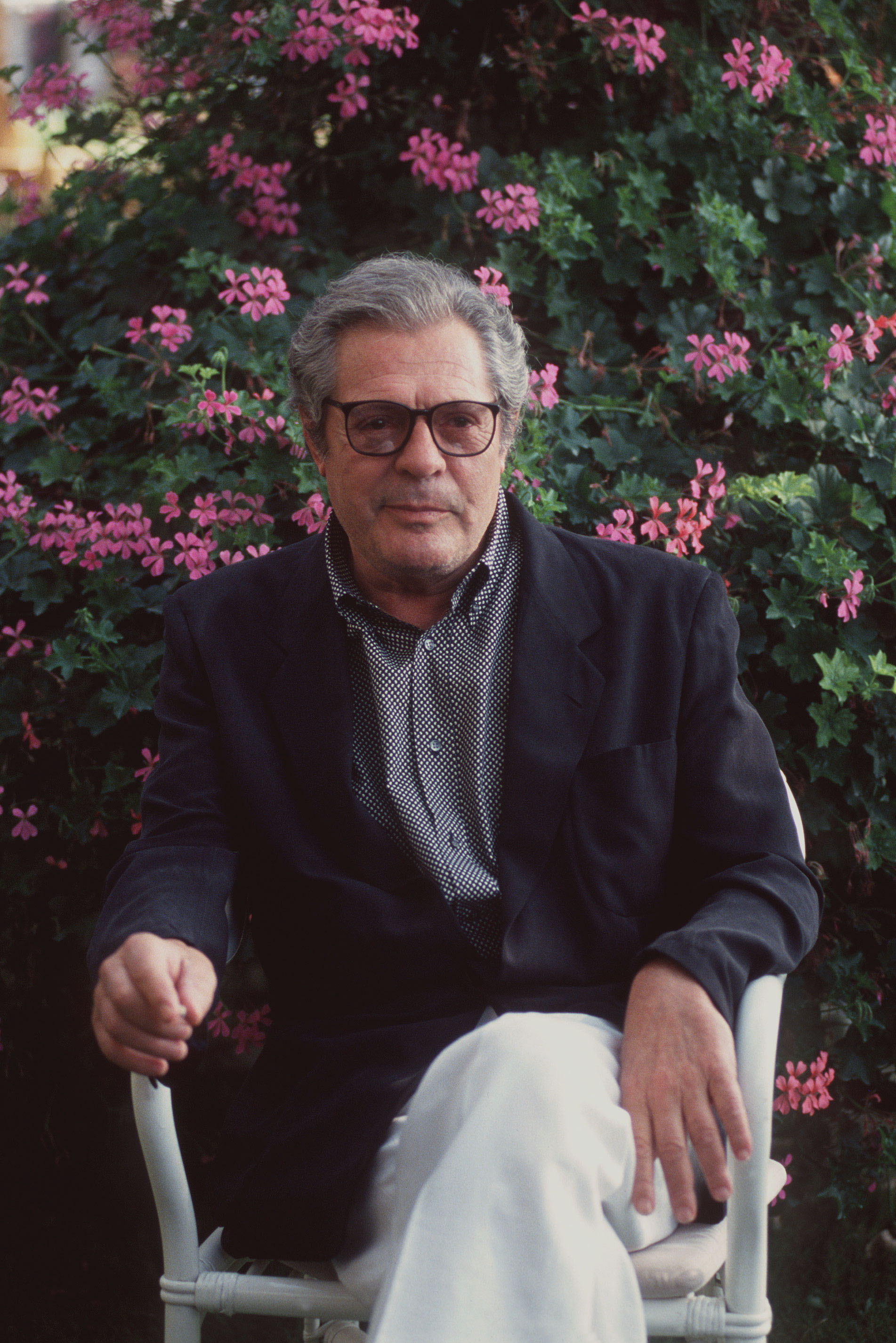
Marcello Mastroianni (1924–1996)

- Mastroianni, Roberto (* 1964), italienischer Jurist
- Mastroianni, Ruggero (1929–1996), italienischer Filmeditor
- Mastroianni, Umberto (1910–1998), italienischer Bildhauer
- Mastroieni, Salvatore (1914–1996), italienischer Langstreckenläufer
- Mastromarino, Alberto (1963–2025), italienischer Opernsänger (Bariton)
- Mastromarino, Michele (1893–1986), italienischer Turner
- Mastronarde, Donald J. (* 1948), US-amerikanischer Gräzist
- Mastronardi, Alessandra (* 1986), italienische SchauspielerinAlessandra Mastronardi (* 1986)

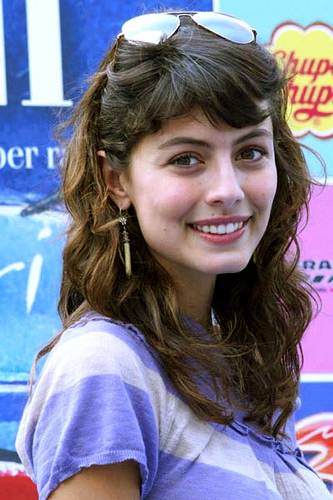
Alessandra Mastronardi (* 1986)

- Mastronardi, Carlos (1901–1976), argentinischer Journalist, Schriftsteller und Übersetzer
- Mastronardi, Philippe (* 1946), Schweizer Rechtswissenschaftler
- Mastronardi, Rino (* 1969), italienischer Autorennfahrer
- Mastropiero, Orio, Doge von Venedig
- Mastropietro, Renato (* 1945), italienischer Autorennfahrer
- Mastrosimone, William (* 1947), US-amerikanischer Dramatiker
- Mastrostefano, Luca (* 1979), italienischer Squashspieler
- Mastrototaro, Michael (* 1970), österreichischer Künstler
- Mastrotto, Raymond (1934–1984), französischer Radrennfahrer
- Mastrovasilis, Athanasios (* 1979), griechischer Schachspieler
- Mastrovasilis, Dimitrios (* 1983), griechischer Schachspieler
- Mastrozzi, Valentino (1729–1809), italienischer Kardinal der Römischen Kirche

### Mastu
- Mašturi, hethitischer Vasallenkönig des Šeḫa-Flusslandes
- Masturzo, Pietro (* 1980), italienischer Fotograf